# Varus (genus)
Varus is een geslacht van wantsen uit de familie van de Reduviidae (Roofwantsen). Het geslacht werd voor het eerst wetenschappelijk beschreven door Carl Stål in 1866.

## Soorten
Het genus bevat de volgende soorten:

- Varus burgeoni Schouteden, 1929
- Varus flavoannulatus (Stål, 1855)